# Ulrich Nachbaur

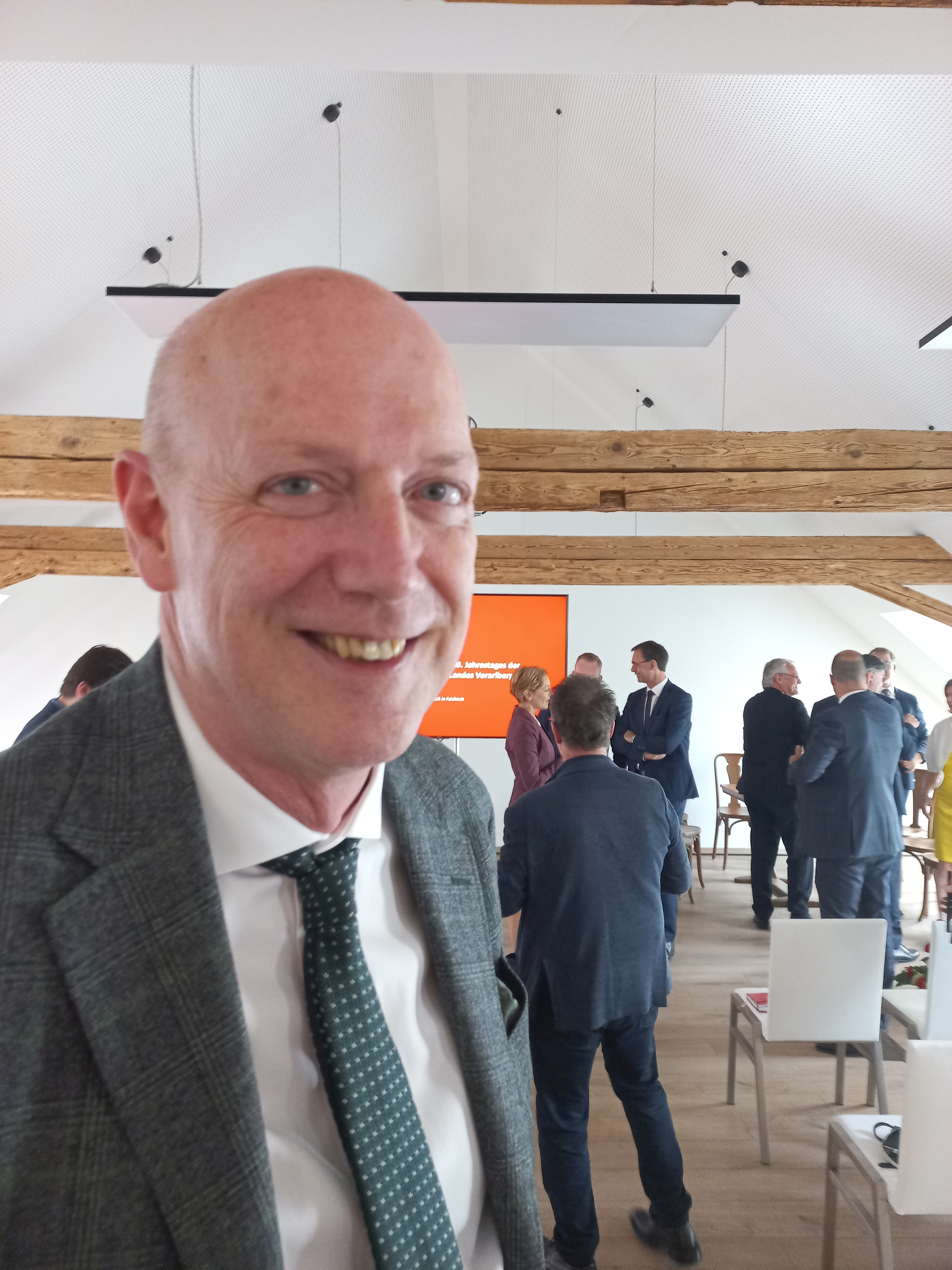
Ulrich Nachbaur (2025)

Ulrich Nachbaur (* 1962 in Feldkirch) ist ein österreichischer Archivar und Historiker. Er ist seit 1. Februar 2019 als Landesarchivar Leiter des Vorarlberger Landesarchivs. Nachbaur arbeitet seit 1997 im Landesarchiv und forscht insbesondere im Bereich der Vorarlberger Landes- und Verwaltungsgeschichte.

## Werdegang
Ulrich Nachbaur wurde im Jahr 1962 in der Vorarlberger Stadt Feldkirch geboren. Er absolvierte von 1980 bis 1984 das Studium der Rechtswissenschaften an der Universität Innsbruck, wo er zum Doktor der Rechte (Dr. iur.) promoviert wurde. Anschließend leistete er seinen Grundwehrdienst ab und nahm zeitgleich von 1984 bis 1985 das Studium der Geschichte und Politik an der Universität Innsbruck auf. Von 1985 bis 1988 verlegte er seinen Studienort nach München, um an der dortigen Ludwig-Maximilians-Universität Neuere, Mittelalterliche und Rechtsgeschichte zu studieren. Dieses Studium schloss Ulrich Nachbaur im Jahr 1988 mit der Verleihung des akademischen Grades Magister Artium (M.A.) ab.
Beruflich betätigte sich Nachbaur ab 1988 als Mitarbeiter im Vorarlberger Landes-Bildungszentrum Schloss Hofen. 1989 wurde er Referent und später Büroleiter des Vorarlberger Landeshauptmanns Martin Purtscher. Von 1995 bis 1996 absolvierte Nachbaur einen Post-Graduate-Lehrgang „Betriebswirtschaft für Juristen“ an seinem ehemaligen Arbeitsort Schloss Hofen. Zum Vorarlberger Landesarchiv kam Nachbaur schließlich im Jahr 1997, wobei er noch 1999 die Dienstprüfungen für Juristen im Landesdienst ablegte. Er war ab 2002 Leiter der Abteilung Zentrale Dienste im Vorarlberger Landesarchiv und ab 2003 Stellvertreter von Landesarchivar Alois Niederstätter. Im November 2018 wurde Nachbaur von der Vorarlberger Landesregierung zum Nachfolger von Alois Niederstätter als Landesarchivar bestellt und trat dieses Amt mit 1. Februar 2019 an.